# فرودگاه بین‌المللی یائونده
فرودگاه بین‌المللی یائونده  (به انگلیسی: Yaoundé Nsimalen International Airport) (به زبان بومی: Aéroport international de Yaoundé-Nsimalen) یک فرودگاه همگانی  با کد یاتا NSI است که یک باند فرود آسفالت دارد و طول باند آن ۳۴۰۰ متر است. این فرودگاه در شهر یائونده، کامرون کشور کامرون قرار دارد و در ارتفاع ۶۹۴ متری از سطح دریا واقع شده است.